# János Arany
János Arany (węg. Arany János, ur. 2 marca 1817 w Nagyszaloncie; zm. 22 października 1882 w Budapeszcie) – węgierski poeta, ojciec poety László Aranyego.

## Życiorys
Arany pochodził ze zubożałej szlachty węgierskiej. Uczył się w kolegium kalwińskim w Debreczynie. Początkowo pracował jako nauczyciel, aktor i notariusz. Poślubił córkę adwokata Juliannę Ercsey. W roku 1846 debiutował swoim pierwszym poematem pt. Śmierć Budy i odniósł od razu duży sukces. W tym samym roku napisał też pierwszą część trylogii Toldi (jego główne dzieło), za którą otrzymał nagrodę Kisfaludyego. Toldi opowiada historię bohatera z ludu, Miklósa Toldiego, trafiając tym samym w ówczesnego ducha czasu, budzącej się węgierskiej świadomości narodowej. Epos ten został oparty na wierszowanej kronice Pétera Ilosvai Selymesa z XVI wieku. Inspiracją dla Aranya był János vitéz Petőfiego. Epos składa się z dwunastu pieśni i ma 1688 wersów. By wyrazić swe poparcie dla węgierskiej rewolucji 1848, Arany napisał patriotyczne wiersze.
W latach 1848–1849 był współredaktorem periodyku propagandowego „Nep Baratja”.
Po klęsce rewolucji euforia ustąpiła miejsca pesymizmowi. W 1854 r. napisał drugą część trylogii Zmierzch Toldiego, a w 1879 r. trzecią – Miłość Toldiego. W okresie tym zajmował się głównie liryką i epiką, które tworzyły dla niego związek między przekazywaną ustnie poezją ludową i abstrakcyjnym językiem sztuki.
Poematy Jánosa Aranya (Kevehaza, Sąd Boży, Wallijscy bardowie) tłumaczył na język polski Antoni Lange.